# Gitta Kahle
Birgitta 'Gitta' Kahle Härter (Bremen, 11 juni 1963) is een Duitse jazzmuzikante die alt- en tenorsaxofoon speelt.

## Biografie
Kahle, die sinds 1984 in Zwitserland woont, studeerde saxofoon aan het conservatorium in Luzern en gaf enige tijd les aan het conservatorium in Biel. Met Eliane Cueni richtte ze in 1992 het Eliane Cueni/Gitta Kahle Quintet op, waarmee ze veel toerde en sinds 1994 drie albums maakte. In 2004 richtte ze een eigen kwintet op, dat o.a. met Erik Truffaz werkte. Later begon ze een band met Harald Haerter.

## Discografie (selectie)
- Eliane Cueni/Gitta Kahle Quintet A Timeless Place (Plainisphare, 1996–98), met Marco Figini, Björn Meyer, Harald Haerter, Lukas Bitterlin, Erik Truffaz
- Eliane Cueni/Gitta Kahle Quintet Slow Motion (Brambus, 2001)
- Blue Tide Red (Unit Records, 2006), met Sergio Beresovsky, Arthur Blythe, Ephrem Lüchinger, Patrice Moret, Flo Stoffner

## Bron
- Bruno Spoerri (Hrsg.):  Biografisches Lexikon des Schweizer Jazz  CD-Beilage zu: Spoerri, Bruno (Hrsg.): Jazz in der Schweiz. Geschichte und Geschichten. Chronos-Verlag, Zürich 2005, ISBN 3-0340-0739-6